# توني روميو (كاتب أغاني)
توني روميو (بالإنجليزية: Tony Romeo)‏ هو كاتب أغاني أمريكي، ولد في 25 ديسمبر 1939 في تروي في الولايات المتحدة، وتوفي في 23 يونيو 1995 بسبب نوبة قلبية.

## وصلات خارجية
- توني روميو على موقع IMDb (الإنجليزية)
- توني روميو على موقع ميوزك برينز (الإنجليزية)
- توني روميو على موقع ديسكوغز (الإنجليزية)